# Schleeknock
Schleeknock (früher auch Knock genannt) ist ein Gemeindeteil des Marktes Bad Steben im Landkreis Hof (Oberfranken, Bayern). Schleeknock  liegt in der Gemarkung Carlsgrün.

## Geografie
Westlich der Einöde grenzt der Langenbacher Forst an. Ein Anliegerweg führt nach Carlsgrün zur Kreisstraße HO 29 (1,4 km südöstlich).

## Geschichte
Schleeknock gehörte zur Realgemeinde Carlsgrün. Gegen Ende des 18. Jahrhunderts bestand Schleeknock aus zwei Anwesen. Die Hochgerichtsbarkeit sowie die Grundherrschaft über die beiden Halbgütlein hatte das bayreuthische Kasten- und Richteramt Lichtenberg.
Von 1797 bis 1810 unterstand Schleeknock dem Justiz- und Kammeramt Naila. Infolge des Ersten Gemeindeedikts wurde Schleeknock dem 1812 gebildeten Steuerdistrikt Untersteben und der zugleich entstandenen Ruralgemeinde Carlsgrün zugewiesen. Im Zuge der Gebietsreform in Bayern wurde Schleeknock am 1. April 1971 nach Bad Steben eingemeindet.

### Einwohnerentwicklung
| Jahr      | 1799  | 1819  | 1861  | 1871   | 1885   | 1900   | 1925   | 1950   | 1961   | 1970   | 1987   | 2013 |
| Einwohner | 9     | *     | 12    | 9      | 17     | 11     | 15     | 10     | 10     | 11     | 10     | 17   |
| Häuser    | 2     |       |       |        | 1      | 2      | 2      | 2      | 2      |        | 2      |      |
| Quelle    | [ 1 ] | [ 6 ] | [ 9 ] | [ 10 ] | [ 11 ] | [ 12 ] | [ 13 ] | [ 14 ] | [ 15 ] | [ 16 ] | [ 17 ] |      |

## Religion
Schleeknock ist evangelisch-lutherisch geprägt und bis heute nach St. Walburga (Untersteben) gepfarrt (seit 1910 ist die Lutherkirche (Bad Steben) die Hauptkirche).